# Zahlungsstörung
Als Zahlungsstörung bezeichnet man im Wirtschaftsleben Probleme mit der Einbringlichkeit von Forderungen. Es handelt sich rechtlich um eine Leistungsstörung, bei welcher der Schuldner in Schuldnerverzug gerät.

## Wirkungen
Zahlungsstörungen sind im Regelfall ein deutliches Zeichen von finanziellen Problemen und damit ein Indikator für eine verringerte Bonität des Schuldners.
Sie lösen Mahnung (Deutschland)Mahnungen durch den Kreditgeber aus und führen zu Schuldnerverzug, Kreditkündigungen, Inkasso und Zwangsvollstreckung. Ist der Gläubiger Kunde einer Wirtschaftsauskunftei, beispielsweise der Schufa, erfolgt dort ein Eintrag.
Banken sind im Fall von Zahlungsstörungen verpflichtet, eine erneute Sicherheitenbewertung vorzunehmen und gegebenenfalls eine Wertberichtigung der Kreditforderung vorzunehmen.
Das betriebliche Forderungsmanagement soll die für Handelsunternehmen kostspieligen Zahlungsstörungen ihrer Käufer vermeiden.
Notleidende Kredite sind auch Gegenstand des Forderungskaufs.